# Archinotodelphys typicus
Archinotodelphys typicus is een eenoogkreeftjessoort uit de familie van de Archinotodelphyidae. De wetenschappelijke naam van de soort is voor het eerst geldig gepubliceerd in 1949 door Lang.